# الدعارة في مولدوفا
الدعارة في مولدوفا غير قانونية ولكنها منتشرة  ومقبولة اجتماعيًا. وقد قدر برنامج الأمم المتحدة المشترك لفيروس نقص المناعة البشرية/الإيدز وجود 12000 مومس في البلاد.
ونُقل عن قائد شرطة الأخلاق فلاديمير إستراتي «إن البغاء في مولدوفا جريمة منظمة بشكل جيد للغاية، وهناك هيكل دقيق للعمليات يشمل السكرتير والمكتب والمالك». و قد يصعب على السكرتير تقديم أدلة ضدهم لأنهم على الأرجح يخفون نشاطهم الحقيقي وراء تقديم خدمات غريبة عبر الهاتف.